# Willem Sassen
Willem Antonius Maria (Wim) Sassen, (Geertruidenberg, 16 april 1918 - Chili, 2002), ook bekend onder de achternaam Sassen van Elsloo,  was een Nederlandse nazi en lid van de Waffen-SS. Hij werd bekend door zijn naoorlogse interviews met Adolf Eichmann die een rol speelden in diens proces.

## Familie
Wim Sassen was het derde kind en de eerste zoon van olie-importeur Jan Coenraad Hubert Marie Wilhelmus Sassen en Johanna Margaretha Maria van Bavel.
Hij groeide op in een Duitsgezind gezin. Zijn oudere zus Maria Johanna Jacquelina Burk-Sassen (1912-1996) werd agente van het Reichssicherheitshauptamt en zijn jongere broer Alphons Cornelis Eduard Marie (Fons) Sassen (1926-2008) lid van de Waffen-SS.
Sassen trouwde op 27 september 1940 te Maastricht met Paula Maria Fisette (1920-?), van wie hij op 9 januari 1947 scheidde. Uit dit huwelijk werden drie kinderen geboren, onder wie Godelieve Sassen, Miss Holland 1963. Later hertrouwde hij met Maria Johanna Gerarda (Miep/Mara) van de Voort. Ook uit dit huwelijk kwamen drie kinderen voort, onder wie de bekende sociologe Saskia Sassen. In de jaren zestig trouwde Sassen met Els Delbaere, dochter van de Vlaamse illustrator André Delbaere. Zij kregen twee kinderen.

## Levensloop
Na de Duitse invasie in de Sovjet-Unie meldde hij zich om lid te worden van de SS. Daarna werd hij oorlogsverslaggever voor de SS aan het oostfront. Hij raakte daar gewond en keerde terug naar Amsterdam waar hij ging werken voor de Stimme der SS in België en Nederland. In oktober 1944 was hij kort werkzaam als hoofdredacteur van de Telegraaf/De Courant/Nieuws van de Dag, maar hij kreeg hier ontslag omdat de Gestapo niet gelukkig was met zijn artikelen; hij belandde hiervoor zelfs in de gevangenis.
In 1944 werkte Sassen in Doetinchem. Daar bracht hij het blad Het Laatste Nieuws uit, een onderdeel van de 'Aktifpropaganda'. Hij werd begin 1945 gerekruteerd om deel uit te maken van het weerwolfnetwerk (R-Netz) in Nederland. De ondergrondse cel zou actief worden nadat de geallieerde troepen Nederland hadden bezet. De standplaats van Sassen was Utrecht. Doel was inlichtingen verzamelen over geallieerde troepenbewegingen en sabotage plegen. Door de snelle geallieerde opmars kwam hier echter weinig van terecht. De clandestiene groep viel uiteen en Sassen vluchtte samen met zijn broer Alfons naar Alkmaar. Daar doken ze bij vrienden onder.
Aan het eind van de Tweede Wereldoorlog werd hij, inmiddels opgeklommen tot SS-Untersturmführer, door de geallieerden gevangengenomen in het Fort Blauwkapel bij Utrecht. Sassen wist echter te ontsnappen en verschool zich in Antwerpen waar hij de naam Albert Desmedt, een Jood uit Antwerpen wiens familie in Auschwitz was omgekomen, ging gebruiken. Een militair tribunaal in België ontdekte echter dat het hier ging om Willem Sassen en liet hem uitleveren aan Nederland, maar Sassen ontsnapte tijdens de reis. nazi-sympathisanten hielpen hem uiteindelijkaan valse papieren om te kunnen vluchten: eerst in 1947 naar Dublin en vervolgens in 1948 per schip naar Argentinië. In 1952 trad hij daar op als tolk tussen prins Bernhard en Juan Perón.
In Argentinië trof hij verscheidene andere nazi's en maakte carrière. Hij werd ghostwriter van Luftwaffe gevechtspiloot Hans-Ulrich Rudel en hervatte zijn werkzaamheden als journalist. Hij werd Zuid-Amerika-correspondent voor het Duitse weekblad Stern. Verder interviewde hij tussen 1956 en 1960 de nazi Adolf Eichmann en nam die interviews op band op. Deze werden later gebruikt in het proces tegen Eichmann. Hij was enige tijd pr-adviseur voor Eva Perón en later voor de Chileense dictator Augusto Pinochet en de Paraguayaanse dictator Alfredo Stroessner.
In de jaren 1960 ging Sassen werken voor het Merex SA concern dat door G. Mertins werd geleid, een onderneming die onder supervisie stond van de Duitse geheime dienst (Bundesnachrichtendienst). Via dekmantels werd overtollig militair materieel aan dictaturen en oorlogvoerende landen verkocht. Wim Sassen vertegenwoordigde de firma vanuit Argentinië en Alfons Sassen vanuit Ecuador. Collega's van de Sassens waren Otto Skorzeny (Spanje), Klaus Barbie (Bolivia) en Friedrich Schwend (Peru).
Na het Eichmannproces verdween Sassen naar onder meer Rome, Italië. Begin jaren 1970 keerde hij naar Argentinië terug. Hij hervatte er zijn werkzaamheden als internationaal wapenhandelaar.
In 1994 werd Sassen voor het laatst over zijn oorlogsverleden op de Argentijnse televisie geïnterviewd. Kort daarna werd hij ziek en verhuisde hij naar Chili.
Uiteindelijk kreeg Willem Sassen zeven kinderen en overleed hij in 2002 in Chili, terwijl hij bij een van zijn dochters woonde. Op 11 mei 2005 werd in het tv-programma Reporter van de KRO een documentaire over hem uitgezonden, waarbij onder anderen ook zijn dochter Saskia Sassen werd geïnterviewd. Hieruit kwam naar voren dat haar vader ook voor de Israëlische geheime dienst Mossad had gewerkt om de toen nog voortvluchtige Josef Mengele te traceren.
Sassen is na de oorlog in Nederland bij verstek veroordeeld. Hoewel justitie op de hoogte was van zijn verblijf in Argentinië is er nooit om uitlevering gevraagd. Halverwege de jaren 1970 was zijn straf verjaard en kon hij Nederland aandoen.

## Onderscheidingen
- Gewondeninsigne 1939 in zwart[6]
- Panzerkampfabzeichen, zilver[6]